# Erbschaftsteuer- und Schenkungsteuergesetz
Nach dem Erbschaftsteuer- und Schenkungsteuergesetz (ErbStG), gelegentlich auch Erbschaftsteuergesetz genannt, unterliegen der Erbschaftsteuer (Schenkungsteuer) in Deutschland
- der Erwerb von Todes wegen;
- die Schenkungen unter Lebenden;
- die Zweckzuwendungen;
- das Vermögen einer Stiftung, sofern sie wesentlich im Interesse einer Familie oder bestimmter Familien errichtet ist, und das Vermögen vergleichbarer Vereine, in Zeitabständen von je 30 Jahren.

Ziel dieses wie anderer Steuergesetze ist die Beschaffung bzw. Erhaltung von Einnahmen zur Finanzierung der Staatsausgaben. Das Aufkommen der Erbschaftsteuer steht den Ländern zu. 2022 wurde die Steuer auf 11,4 Milliarden Euro festgesetzt.
Zum Erbschaftsteuergesetz ist die Erbschaftsteuer-Durchführungsverordnung erlassen. Anweisungen an die Finanzverwaltung enthalten die zugehörigen Erbschaftsteuerrichtlinien.
Man unterscheidet drei Steuerklassen, die sich nach dem persönlichen Verhältnis des Erwerbers zum Erblasser oder Schenker richten (vgl. § 15 ErbStG). Nach Abzug der Freibeträge (§§ 16, 17 ErbStG) gibt es in jeder Steuerklasse nach Höhe des steuerpflichtigen Erwerbs gestaffelte Steuersätze, die bei 7 % beginnen und in der Steuerklasse III ab einem Erwerb über 6.000.000 EUR ihr Maximum bei 50 % erreichen. Der mehrfache Erwerb desselben Vermögens (durch verschiedene Erwerber) von Todes wegen innerhalb von 10 Jahren wird gestaffelt steuermindernd berücksichtigt. Frühere Erwerbe (durch denselben Erwerber von derselben Person) innerhalb der letzten 10 Jahre werden in die Berechnung steuererhöhend einbezogen (§ 14 ErbStG). Durch die Begrenzung der Berücksichtigung früherer Erwerbe auf 10 Jahre eröffnet sich die Möglichkeit, durch zu Lebzeiten im Zuge der vorweggenommenen Erbfolge durchgeführte Vermögensübertragungen die Erbschaftsteuer zu verringern oder ganz zu umgehen.
Für die Bewertung des zur Erbschaftsteuer heranzuziehenden Vermögens (steuerpflichtiger Erwerb) verweist das Erbschaftsteuergesetz neben eigenen Regelungen in den §§ 11 ff. im Wesentlichen auf das Bewertungsgesetz (BewG). Aus diesem Grunde nehmen auch ganze Teile der Erbschaftsteuerrichtlinien Stellung zum BewG.

## Entwicklung

### Erbschaftsteuerreform 2008

#### Anlass
Das Bundesverfassungsgericht hatte mit Beschluss vom 7. November 2006 die Verfassungswidrigkeit von Teilen des Erbschaftsteuergesetzes im Hinblick auf unterschiedliche zur Anwendung kommende Bewertungsgrundsätze vor allem in Bezug auf Grundvermögen festgestellt und dem Gesetzgeber eine Frist zur Neuregelung bis zum 31. Dezember 2008 gesetzt, andererseits wäre das ErbStG ersatzlos ausgelaufen. Der sich hieraus ergebende Bedarf zur Neuregelung der Bewertungsgrundsätze wurde von allen politischen Gruppen und den Parteien zum Anlass genommen, Berechtigung und Durchführung einer Erbschaftsteuer generell zu erörtern. In dieser Diskussion spielte von Anbeginn besonders die erbschaftsteuerliche Neuordnung der Unternehmensnachfolge eine Rolle, besonders im Hinblick auf die Erhaltung von Arbeitsplätzen. Diesem Ziel diente der vom Bundeskabinett am 4. Mai 2005 auf der Grundlage eines Vorschlages der Bayerischen Staatsregierung beschlossene Entwurf eines Gesetzes zur Sicherung der Unternehmensnachfolge, in dem erstmals vorgesehen war, über einen Zeitraum von zehn Jahren die Steuer abzuschmelzen und schließlich bei wesentlicher Erhaltung der Arbeitsplätze gänzlich zu erlassen. Da es politisch zu keiner Einigung hierüber kam, wurde eine Bund-Länder-Arbeitsgruppe unter dem gemeinsamen Vorsitz des Bundesministers der Finanzen und des hessischen Ministerpräsidenten eingesetzt, die in unterschiedlicher Zusammensetzung in der Folgezeit mehrere Vorschläge erarbeitete. Dabei ging es neben einer Weiterentwicklung des „Abschmelzmodells“ bei der Unternehmensnachfolge auch um eine Anhebung der Freibeträge vor allem von Erbschaften innerhalb von Familien. Unter dem Zeitdruck der ablaufenden Frist am Ende des Jahres 2008 wurde eine Vielzahl von Kompromissen gefunden, deren Übereinstimmung mit den verfassungsrechtlichen Vorgaben sogleich wieder in Frage gestellt wurde. Zuletzt nahmen auch Forderungen aus den Bundesländern zu, von einer Neuregelung gänzlich Abstand zu nehmen und die Erbschaftsteuer als reine Ländersteuer allein in die Hände der Länder zu legen.

#### Reformgesetz
Das Gesetz zur Reform des Erbschaftsteuer- und Bewertungsrechts (Erbschaftsteuerreformgesetz) vom 24. Dezember 2008 wurde am 31. Dezember 2008 veröffentlicht und trat in wesentlichen Teilen zum 1. Januar 2009 in Kraft, die Änderungen des Baugesetzbuchs (Art. 4 des Gesetzes) zum 1. Juli 2009. Ab dem 1. Juli 2009 konnte eine rückwirkende Anwendung des neuen Rechts auf Fälle vom 1. Januar 2007 bis zum 31. Dezember 2008 nicht mehr beantragt werden (Art. 3 des Gesetzes trat außer Kraft). Ziel und Inhalt:
- Die Freibeträge für Ehegatten und eingetragene Lebenspartner (nicht: Lebensgefährten) wurden auf 500.000 €, für Kinder und Stiefkinder auf 400.000 € und für Enkel auf 200.000 € angehoben. Hinzu kam für die Steuerklasse I ein Freibetrag für Hausrat (41.000 €) und für andere bewegliche Gegenstände (12.000 €).
- Für die Erben der Steuerklasse II und die Erben der Steuerklasse III gelten höhere Steuersätze. Der bisherige Freibetrag von 5.200 € wurde auf 20.000 € angehoben. Hinzu kam ein Freibetrag für bewegliche Güter (12.000 €).
- Immobilien werden künftig mit dem tatsächlichen Wert bewertet.
- Für Betriebsvermögen entfällt die Erbschaftsteuer, wenn die Lohnsumme innerhalb von zehn Jahren 1.000 % nicht unterschreitet und die Verwaltungsvermögensgrenze nicht höher als 10 % beträgt. Bei einer Behaltensfrist von sieben Jahren und einer Lohnsumme von 650 % bleiben 85 % erbschaftsteuerfrei.
- Selbstgenutztes Wohneigentum bleibt erbschaftsteuerfrei. Dies gilt bei Ehegatten und Lebenspartnern ungeachtet der Größe des Objekts, bei Kindern nur, soweit die Wohnfläche 200 m² nicht überschreitet.
- Für Erwerbe nach dem 31. Dezember 2006 und vor dem 1. Januar 2009 konnte ein Erwerber bis zur Unanfechtbarkeit der Steuerfestsetzung beantragen, dass die neuen Vorschriften – mit Ausnahme der erhöhten Freibeträge – angewendet werden. War die Steuer vor dem 1. Januar 2009 festgesetzt worden, konnte der Antrag innerhalb von sechs Monaten nach Inkrafttreten des Erbschaftsteuerreformgesetzes (also bis zum 30. Juni 2009) gestellt werden.

#### Korrektur der Reform durch das Wachstumsbeschleunigungsgesetz
Mit dem Wachstumsbeschleunigungsgesetz vom 22. Dezember 2009 werden die durch die Reform 2009 erfolgte Angleichung der Tarife für die Steuerklasse II (nähere Verwandte wie Geschwister, Nichten oder Neffen, Schwiegerkinder) an die der Steuerklasse III (ferne und Nichtverwandte) wieder aufgehoben und für diese Klasse wieder günstigere Steuersätze eingeführt. Die ab dem 1. Januar 2009 geltenden Vergünstigungen bei der Übertragung von Betriebsvermögen (vgl. oben) werden durch eine Verkürzung der Behaltensfristen und Kürzung der Lohnsummenregelung sowie eine Anhebung der Betriebsgrößen, ab denen die Maßgaben gelten, nochmals verbessert (§§ 13a und 13b ErbStG n. F.), wobei die neuen Bestimmungen rückwirkend für nach dem 31. Dezember 2008 erfolgte Übergänge gelten (§ 37 Abs. 3 ErbStG).

### Erbschaftsteuerreform 2016
Gemäß Urteil des Bundesverfassungsgerichts vom 17. Dezember 2014 – 1 BvL 21/12 – waren §§ 13a und 13b ErbStG jeweils i. V. mit § 19 Abs. 1 ErbStG seit dem Inkrafttreten des Erbschaftsteuerreformgesetzes zum 1. Januar 2009 nicht vereinbar mit Art. 3 Abs. 1 des Grundgesetzes. Das bisherige Recht ist bis zu einer Neuregelung weiter anwendbar; der Gesetzgeber war verpflichtet, spätestens bis zum 30. Juni 2016 eine Neuregelung zu treffen. Diese Frist hat der Gesetzgeber nicht eingehalten; die gesetzliche Neuregelung wurde erst am 9. November 2016 im Bundesgesetzblatt veröffentlicht und gilt rückwirkend ab dem 1. Juli 2016. Die Folgen dieser Fristüberschreitung sind in der Literatur umstritten. Die herrschende Meinung verneint eine Anwendbarkeit des verfassungswidrigen Gesetzes über den 30. Juni 2016 hinaus.
Besonderheit der Neuregelung ist die vom Bundesverfassungsgericht vorgegebene optionale „Bedürfnisprüfung“. Dabei muss der Erbe oder Beschenkte, der Betriebsvermögen im Wert von mehr als 26 Mio. Euro erhält, sein Privatvermögen offenlegen und nachweisen, dass er durch die Erbschaftsteuer, die auf betriebliches Vermögen entfällt, überfordert würde. Erbringt er den Nachweis nicht, ist der Erwerb des Betriebsvermögens voll zu versteuern.

#### Sonderweg Bayerns nach der Erbschaftsteuerreform 2016
Erst am 22. Juni 2017 kam es zu einem 89 Seiten umfassenden Ländererlass zur Anwendung der geänderten Vorschriften des Erbschaft- und Schenkungsteuergesetzes für die Finanzverwaltung. Ein „Gleichlautender Erlass der obersten Finanzbehörden der Länder“ konnte nicht gefasst werden, weil der Freistaat Bayern sich dem Erlass nicht angeschlossen hatte. Deshalb wurde der Erlass als „Koordinierter Ländererlass“ bezeichnet. Der Sonderweg, den der Freistaat Bayern damit auch bei der künftigen Besteuerung von Betriebsvermögen gehen wollte, führte zunächst zu einigen Kontroversen. Der Finanzminister Christian Görke des Landes Brandenburg sprach von einem „Affront gegen den Rechtsstaat und einem einmaligen Vorgang in der Verfassungsgeschichte der Bundesrepublik Deutschland“.
Nach einem anderen Bericht forderte Christian Görke Bundesminister der Finanzen Wolfgang Schäuble auf, dafür Sorge zu tragen, den bayerischen Sonderweg bei der Umsetzung der Erbschaftsteuer zu beenden, indem er endlich mit aller gebotenen Konsequenz die Umsetzung der Verwaltungsvorschriften auch in Bayern einfordert und betonte, dass für bundesgesetzlich geregelte Steuern eine Pflicht zur Einheitlichkeit der Rechtsanwendung in der Steuerverwaltung besteht. Görke: „Durch das Verhalten von Bayern droht eine Privilegierung von bayerischen Firmenerben, die nicht akzeptabel ist. Zudem ist eine verfassungsrechtlich gebotene Gleichmäßigkeit der Besteuerung damit nicht mehr sichergestellt, so dass die Ungleichbehandlung von Firmenerbinnen und -erben die Folge ist.“
Hintergrund der Auseinandersetzung war die Weigerung des Freistaats Bayern, die von 15 Ländern beschlossenen Verwaltungsregelungen zum Erbschaftsteuergesetz zu akzeptieren, weil ihm einige Regelungen bei Firmenerbschaften noch immer nicht unternehmerfreundlich genug gewesen sein sollen. Bayern hatte bereits bei der Reform des Erbschaftsteuergesetzes durchgesetzt, dass weitreichende Begünstigungen für Betriebsvermögen erhalten bleiben. „Schon jetzt ist damit zu rechnen, dass der verabschiedete Kompromiss den Vorgaben des Bundesverfassungsgerichts nicht entspricht, weil er eine Vielzahl von Gestaltungsmöglichkeiten für Millionenerbschaften bietet. Dass Bayern zugunsten von bayerischen Firmenerben nicht einmal diesen Kompromiss umsetzen will, ist bezeichnend“, sagte Görke.

Die SPD-Bundestagsfraktion (stellvertretender Fraktionsvorsitzender Carsten Schneider, Erfurt) äußerte sich in einer Pressemitteilung vom 28. Juli 2017 unter anderem wie folgt:
„Mit der Ablehnung des Anwendungserlasses für den Vollzug der Erbschaftsteuer schafft die bayrische Staatsregierung einen gefährlichen Präzedenzfall, der die einheitliche Rechtsanwendung in Deutschland in Frage stellt, nur um Ausnahmen für Millionärserben durchzusetzen. Das Ausscheren Bayerns bei den Anwendungsvorschriften zur Erbschaftsteuer ist ein ungeheuerlicher Vorgang und ein Angriff auf die Steuergerechtigkeit. Herr Seehofer und Herr Söder riskieren große Rechtsunsicherheit für alle bayerischen Unternehmen, um Millionenerben einen ungerechtfertigten Vorteil zu verschaffen.
Das Bundesverfassungsgericht hat im Dezember 2014 klargestellt, dass die Erbschaftsteuer bundeseinheitlich zu regeln ist. Damit ist der CSU-Vorschlag nach Regionalisierung bereits gescheitert, auch wenn er jetzt wieder im Bayern-Plan aufgebrüht wird. Nun wird offenbar ein Anlauf durch die Hintertür genommen, indem gegen alle anderen Länder ein Sonderweg beschritten wird.“
Nachdem Ende Juli 2017 bekannt geworden war, dass Bayern bei der Umsetzung der im Herbst 2016 geänderten Vorschriften des Erbschaft- und Schenkungsteuergesetzes einen Sonderweg einschlagen werde, forderte die Finanzministerkonferenz nach Angaben der rheinland-pfälzischen Ressortchefin Doris Ahnen (SPD) Bayern auf, die Erbschaftsteuer auf Basis der gemeinsam vereinbarten Grundsätze wie in den übrigen Ländern zu erheben. Am 7. September 2017 äußerte sich Doris Ahnen wie folgt: „Das ist ein einmaliger Fall und ein unhaltbarer Zustand“.
Die Vorschriften zur Umsetzung der auf Druck des Bundesverfassungsgerichts geänderten Steuerprivilegien für Firmenerben und zur Erhebung der Abgabe werden laut Ahnen in den übrigen 15 Bundesländern angewandt und gelten damit nicht in Bayern. Sie nannte das Vorgehen Münchens (siehe: Bayerisches Staatsministerium der Finanzen, für Landesentwicklung und Heimat) leicht durchschaubar: „Es geht um die Aushöhlung der Erbschaftsteuer in Bayern durch die Hintertür“. Auch das Bundesministerium der Finanzen hatte zuvor von einem einmaligen Vorgang gesprochen.
Bayerns Finanzminister Markus Söder (CSU) konterte, die Erbschaftsteuer sei eine reine Landessteuer und ihr Aufkommen stehe allein den Ländern zu. Damit sei jedes Land selbst für den Vollzug verantwortlich. „Bayern will eine Gesetzesanwendung, wie sie Wortlaut und Geist des Gesetzes entspricht“, sagte Söder. Der Freistaat stehe zum Kompromiss zum Erbschaftsteuerrecht: „Aber wir wollen keine Belastung der Familienunternehmen durch die Hintertür“. Einige Länder wollten das Gesetz „gegen den Geist des Kompromisses anders anwenden“, kritisierte Söder weiter. Außerdem fordere Bayern ohnehin eine weitere Regionalisierung der Steuern, deren Aufkommen allein den Ländern zustehen – neben der Erbschaftsteuer sei dies auch die Grunderwerbsteuer. Bayern soll schon bei der langwierigen Kompromiss-Suche zwischen Bund und Ländern versucht haben, die neuen Vorgaben zugunsten der Wirtschaft und Familienunternehmen zu entschärfen.
Durch Verfügung vom 14. November 2017 hat sich der Freistaat Bayern nun entschlossen, sich dem Koordinierten Ländererlass aller anderen Bundesländer anzuschließen, behält sich jedoch seine ablehnende Haltung in zwei Punkten vor.
Bei den beiden Ausnahmen handelt es sich um und wird dazu von steuerfachlicher Seite ausgeführt:
Minderung des verfügbaren Vermögens um die Erbschaftsteuerbelastung
Im Rahmen des sogenannten „Erlassmodells“ ist bei der Ermittlung des verfügbaren Vermögens im Sinne des § 28a Abs. 2 ErbStG abweichend von Abschnitt 28a.2 Abs. 2 Satz 6 des Koordinierten Ländererlasses der Wert des verfügbaren Vermögens um die auf den steuerpflichtigen Erwerb entfallende Erbschaft- oder Schenkungsteuer zu mindern.
Kein junges Verwaltungsvermögen bei konzerninternen Umstrukturierungen
Wenn innerhalb eines Konzerns im Zweijahreszeitraum vor der Steuerentstehung Gegenstände des Verwaltungsvermögens oder Finanzmittel zwischen einzelnen Beteiligungsebenen oder Beteiligungssträngen übertragen werden, sind diese entgegen dem Koordinierten Ländererlass nicht als schädliches (junges) Verwaltungsvermögen zu behandeln (§ 13b Abs. 7 Satz 2 ErbStG).
An verfahrensrechtlichen Folgeproblemen aufgrund dieser beiden Sonderbehandlungen werden genannt:
Bestimmung des verfügbaren Vermögens
Die Voraussetzungen des „Erlassmodells“ (§ 28a ErbStG) werden ausschließlich vom Erbschaft- und Schenkungsteuer-Finanzamt beurteilt. Berücksichtigt Bayern die Erbschaft- und Schenkungsteuerbelastung bei der Bestimmung des verfügbaren Vermögens (§ 28a Abs. 2 ErbStG), führt dies zwar mangels länderübergreifender Feststellung nicht zu verfahrensrechtlichen Verwerfungen. Allerdings können dadurch auch nur Steuerpflichtige in Bayern von der günstigen Auffassung profitieren.
Qualifikation als junges Verwaltungsvermögen
Das junge Verwaltungsvermögen wird von den Betriebsstätten-Finanzämtern gesondert festgestellt (§ 13b Abs. 10 Satz 1 ErbStG). Diese Feststellung ist als Grundlagenbescheid für die Erbschaft- und Schenkungsteuer-Finanzämter bindend (§ 171 Abs. 10 i. V. m. § 175 Abs. 1 Nr. 1 AO). Befindet sich eines der beteiligten Finanzämter in Bayern und das andere im übrigen Bundesgebiet, ergeben sich nunmehr zwei Fallgruppen, die es zu unterscheiden gilt (ZEV 2017 S. 735):
1) Feststellungs-Finanzamt in Bayern und Erbschaft- und Schenkungsteuer-Finanzamt im übrigen Bundesgebiet:
Das bayerische Feststellungs-Finanzamt legt im Grundlagenbescheid seine für den Steuerpflichtigen günstige Sichtweise zugrunde. An diese Feststellung ist das Erbschaft- und Schenkungsteuer-Finanzamt gebunden, auch wenn es die Feststellung inhaltlich für falsch hält. Damit können auch Steuerpflichtige außerhalb Bayerns von der günstigen Auffassung profitieren.
2) Feststellungs-Finanzamt im übrigen Bundesgebiet und Erbschaft- und Schenkungsteuer-Finanzamt in Bayern:
Das Feststellungs-Finanzamt legt im Grundlagenbescheid seine für den Steuerpflichtigen ungünstige Sichtweise zugrunde. Hieran ist das bayerische Erbschaft- und Schenkungsteuer-Finanzamt gebunden, auch wenn es die hierdurch festzusetzende Steuer als zu hoch ansieht.
Auch ein (außergerichtliches) Rechtsbehelfsverfahren helfe dem Steuerpflichtigen in diesem Fall nicht weiter. Aufgrund der Bindungswirkung des Feststellungsbescheids wäre dieses gegen den Feststellungsbescheid beim Feststellungs-Finanzamt zu führen. Aufgrund der eindeutigen Verwaltungsanweisung hätte der Steuerpflichtige aber im außergerichtlichen Rechtsbehelfsverfahren keinen Erfolg. Auch ein Antrag auf Erlass der Steuer aus sachlicher Unbilligkeit (§ 227 AO) beim bayerischen Erbschaft- und Schenkungsteuer-Finanzamt dürfte indes ausscheiden, denn § 227 AO sei kein Mittel, um versäumte Rechtsbehelfe zu ersetzen. Gegen eine unrichtige Steuerfestsetzung müsse sich der Steuerpflichtige im Wege des außergerichtlichen und gegebenenfalls gerichtlichen Rechtsbehelfsverfahrens zur Wehr setzen. Letzteres bleibe dem Steuerpflichtigen unbenommen, denn die Gerichte seien in ihrer Entscheidung nicht an die Verwaltungsauffassung gebunden. Wolle der Steuerpflichtige also von der günstigen bayerischen Auffassung profitieren, sei ihm zu raten, sich gerichtlich gegen den Feststellungsbescheid zu wehren.
Im Fazit des Fachberichts wird der Schluss gezogen, dass der weitgehende Anschluss Bayerns an den Koordinierten Ländererlass aus Gründen der Rechtssicherheit zu begrüßen sei. Die bayerischen Vorbehalte seien richtig und für den Steuerpflichtigen günstig. Leider sei aber nicht zu erwarten, dass sich die anderen Bundesländer dieser Sichtweise anschließen. Deshalb sei eine zeitnahe höchstrichterliche Klärung (siehe dazu: Bundesfinanzhof und Bundesverfassungsgericht) wünschenswert. Bis dahin führe die unterschiedliche Handhabung in Bayern und im übrigen Bundesgebiet in der Praxis zu Schwierigkeiten, da nun neben der ohnehin bereits hohen Komplexität der erbschaftsteuerlichen Verschonungsregelungen zusätzlich auch noch die geographische Lage des Vermögens und die damit einhergehenden unterschiedlichen Verwaltungsauffassungen beachtet werden müssen.